# Complejo Olímpico Deportivo de Faliro
El Complejo Olímpico Deportivo de Faliro es un complejo que consiste en dos pabellones cubiertos y un estadio de vóley playa en el que se celebraron los eventos de balonmano, taekwondo y voleibol durante los Juegos Olímpicos de 2004. El complejo se sitúa en Faliro, Atenas.
El complejo consiste en las siguientes sedes:
- Centro olímpico de Voleibol
- Estadio de la Paz y la Amistad
- Pabellón deportivo

- Datos: Q139569
- Multimedia: Faliro Coastal Zone Olympic Complex / Q139569